# 74-es főút (Magyarország)
A 74-es főútvonal a 7-es és a 8-as főutakat köti össze. Kezdőpontjától, Nagykanizsától a végpontjáig, Vasvárig 75,145 kilométert tesz meg.
Nagykanizsánál ugyanabból a körforgalomból ágazik ki, amely a Gyékényesre vezető 6804-es útnak is a kezdőpontja. Áthalad az M7-es autópálya felett, majd Bak közelében körforgalommal keresztezi a 75-ös főutat, később, Zalaegerszeg mellett, a 76-os főúttal közös nyomvonalon haladva elkerülő útként funkcionál.
Kilométer-számozása Nagykanizsától indul és Vasváron éri el a 75-ös kilométerszelvényét; kevéssel az után ér véget.

## Története
2010. augusztus 19-én helyezték forgalomba a 74-es főút új, négy és fél kilométeres, Palint elkerülő szakaszát. A közel kétmilliárd forintos beruházás nyolcvanöt százalékát az EU finanszírozta, a maradék tizenöt százalék hazai forrás volt. Az út az M7-es autópálya Nagykanizsa-Észak csomópontjától indul, és a Principális-csatorna hídjánál csatlakozik a 74. számú főúthoz, közvetlenül a Nagykanizsa-Zalaegerszeg vasútvonal mellett haladva, észak-déli irányban. A kivitelezés két évet vett igénybe.

## Települései
- Nagykanizsa
- Magyarszentmiklós
- Bocska
- Zalaszentbalázs
- Hahót
- Zalaegerszeg
- Egervár
- Győrvár
- Vasvár